# Zeven minuten na middernacht
Zeven minuten na middernacht (Originele titel: A Monster Calls) is een low fantasy-kinderboek uit 2011, geschreven door Patrick Ness en geïllustreerd door Jim Kay. Ness en Kay wonnen voor A Monster Calls in 2012 de Carnegie Medal en de Kate Greenaway Medal.
De Britse schrijfster Siobhan Dowd bedacht het idee voor dit boek, maar kwam te overlijden voor ze het boek kon schrijven. Patrick Ness werd gevraagd om "Zeven minuten na middernacht" te schrijven.

## Verfilming
In maart 2014 kocht Focus Features de rechten op het boek. De film A Monster Calls ging op 9 september 2016 in première op het internationaal filmfestival van Toronto.